# Фабрика щастя (фільм)
«Фабрика щастя» (рос. Фабрика счастья) — український художній телевізійний фільм 2007 року, лірична комедія режисера Ахтема Сеїтаблаєва.

## Синопсис
Головні герої стрічки: Аврора (Олеся Жураківська), Клава (Олена Полякова), Тимофій (Ілля Шакунов), Діана (Ольга Фадєєва) та Сергій (Віталій Лінецький) — шукають своє місце в житті та чекають свого зіркового часу.
Клава мріє про велике справжнє почуття, про лицаря на білому коні. А доки тимчасово закохана в свого шефа — Сергія Пєтрова. Хоча той і звільнив її ні за що. Сергій Петров хоче бути успішним в бізнесі, а замість цього упускає важливого замовника і втрачає контракт. Він і не підозрює, що його персональне щастя звуть не кар'єра. Щастя ж Аврори — чітке і конкретне: воно очолює рекламне агентство, втрачає вигідні контракти і звільняє беззахисних співробітниць. А ось у Тимофія з бізнесом, якраз, все гаразд. А ось з особистим… Його мрія — велика родина і багато дітей. Але все це, на жаль, не входить в плани його дівчини Діани. Вона мріє бути ведучою телевізійного шоу, яке називається «Фабрика щастя». Діана — єдина, хто знає, як упіймати за хвіст Синю птицю. Але чи так вже вона права в своїх висновках? І якщо ні, то де закралася помилка? Одного прекрасного дня дороги героїв перетинаються. З цього перехрестя кожен з них відправиться на пошуки свого щастя — єдиного і неповторного.

## У ролях
| Актор                | Роль                |
| -------------------- | ------------------- |
| Олеся Жураківська    | Аврора              |
| Ольга Фадєєва        | Діана               |
| Лілія Ребрик         | секретарка Аня      |
| Віталій Лінецький    | Сергій Пєтров       |
| Ілля Шакунов         | Тимофій             |
| Олександр Ганноченко | Віктор Анатолійович |
| Олена Полякова       | Клава               |
| Дмитро Суржиков      | Боря                |
| Анатолій Зіновенко   | ім'я персонажа      |
| Світлана Орличенко   | ворожка             |
| Костянтин Лінартович | Седан               |
| Вадим Красноокий     | камео               |
| Андрій Валенський    | епізод              |
| Віктор Салін         | епізод              |
| Олександр Кобзар     | епізод              |
| Олександр Ярема      | даішник             |
| Олексій Тритенко     | епізод              |
| Михайло Кукуюк       | епізод              |
| Тетяна Камбурова     | прибиральниця       |
| Олександр Ізбаш      | епізод              |
| Михайло Гейкрайтер   | начальник відділу   |
| Анастасія Тритенко   | епізод              |